# 98. Internationale Sechstagefahrt
Die 98. Internationale Sechstagefahrt war die Mannschaftsweltmeisterschaft im Endurosport und fand vom 14. bis 19. Oktober 2024 im spanischen Silleda sowie der näheren Umgebung statt. Die Nationalmannschaft Frankreichs konnte zum zehnten Mal die World Trophy gewinnen. Die Nationalmannschaft Schwedens gewann zum fünften Mal die Junior World Trophy. Die Women's World Trophy ging zum insgesamt fünften Mal und zweiten Mal in Folge an die Nationalmannschaft der USA.

## Wettkampf

### Organisation
Die Veranstaltung fand nach der 45. (1970), 60. (1985), 75. (2000) und 91. Internationalen Sechstagefahrt (2016) zum fünften Mal in Spanien statt.
Am Wettkampf nahmen 18 Teams für die World Trophy, 13 für die Junior World Trophy, 11 für die Women’s World Trophy und 124 Clubteams aus insgesamt 30 Nationen teil.
Deutschland nahm an der World Trophy, Junior Trophy, Women’s Trophy sowie mit 5 Clubmannschaften teil. Österreich nahm an der World Trophy teil, 2 Clubfahrer waren Teil einer gemischtnationalen (gemeinsam mit Italien) Mannschaft. Die Schweiz war mit 4 Clubmannschaften vertreten.
Fahrerlager und Parc fermé befanden sich auf dem teilweise überdachten Gelände der regelmäßig in Silleda stattfinden Vieh- und Landwirtschaftsmessen.
Neu ins Programm aufgenommen wurde der Women’s Club Team Award, ein Wettbewerb für Frauen-Club-Mannschaften. Ein Motorsportclub konnte dabei ein reines Frauenteam aus derselben Nation nominieren. Zweite Teilnahmemöglichkeit war die Zusammenstellung aus unterschiedlichen Nationalitäten (jedoch dann nur aus demselben Kontinentalverband), welche mit Zustimmung des jeweiligen nationalen Verbands der Fahrerin ein Team bildeten. An diesem Wettbewerb nahmen 3 Frauenteams teil.
Ebenfalls neu war der Veteran Club Team Award. Dabei galten dieselben Regeln wie für den Club Team Award, zusätzlich musste das Mindestalter eines jeden Fahrers 50 Jahre betragen. An diesem Wettbewerb nahmen 7 Mannschaften teil.

### 1. Tag
Die Tagesetappe war rund 250 Kilometer lang, ein zweimal zu fahrender Rundkurs und führte von Silleda in nordwestliche Richtung nahe Santiago de Compostela.
Nach dem ersten Fahrtag führte in der World-Trophy-Wertung das Team aus Frankreich vor den USA und Spanien. Das österreichische lag auf dem 8., das deutsche Team auf dem 14. Platz.
In der Junior-World-Trophy-Wertung führte die Mannschaft Schwedens vor Frankreich und den USA. Das deutsche Team belegte den 11. Platz.
In der Women’s Trophy führte das Team der USA vor den Teams aus Australien und Schweden. Das deutsche Team lag auf dem 9. Platz.
Die Clubwertung führte Team Italy vor dem französischen Moto Club Puy En Velay und dem spanischen RFME Club Team an. Beste deutsche Clubmannschaft war Team Germany Club 2 auf dem 33. Platz. Beste Schweizer Clubmannschaft war Team Swiss Art auf dem 47. Platz.
Bei den lediglich 3 Frauen-Clubteams führte das US-amerikanische Team Eric Cleveland Memorial vor dem britischen Team Builth Wells MCC Ladies und dem kanadischen Halton Off Road Riders AS.
Im Wettbewerb der Veteranen-Clubmannschaften führte die kanadische Mannschaft Lynn Valley Dirt Riders vor Gottbros Team 2 aus der Slowakei und Los Surenos aus Spanien.

### 2. Tag
Am zweiten Tag wurde nochmal die Strecke des ersten Tages gefahren. Das Wetter war regnerisch, was sich auf den Streckenuntergrund auswirkte.
Die World-Trophy-Wertung führte wie am Vortag das Team aus Frankreich vor Spanien und den USA an. Das österreichische Team belegte wie am Vortag den 8. und das deutsche Team den 14. Platz.
In der Junior-Trophy-Wertung führte wie am Vortag die Mannschaft Schwedens vor Frankreich und den USA. Das deutsche Team hatte mit Fynn Hannemann, der auf ärztlichen Rat nach einer am Vortag erlittenen Verletzung nicht mehr an den Start ging, einen Fahrerausfall und rutschte dadurch auf den 11. Platz ab.
In der Women’s Trophy führte unverändert das Team aus den USA vor Australien und Schweden. Das deutsche Team verlor einen Platz und belegte den 10. Rang.
In der Clubwertung führte Team Italy vor Moto Club Puy En Velay und dem US-amerikanischen Team GTBN. Beste deutsche Clubmannschaft war Team Germany Club 2 auf dem 37. Platz. Das Team Swiss Art verbesserte sich auf den 41. Platz.
Die Frauen-Clubteams führte wie am Vortag Eric Cleveland Memorial vor Builth Wells MCC Ladies und Halton Off Road Riders AS an.
Bei den Veteranen-Clubmannschaften führte Lynn Valley Dirt Riders vor Gottbros Team 2 und Jesús Plaza Freyer aus Spanien.

### 3. Tag
Die Strecke des Fahrtags war wieder ein zweimal zu fahrender Rundkurs mit rund 212 Kilometern Länge. Zeitweise gingen Regenschauer nieder.
In der World-Trophy-Wertung führte wie vor am Vortag das Team aus Frankreich vor Spanien und den USA. Das österreichische Team rutschte auf Platz 9. Platz ab, die deutsche Mannschaft belegte unverändert den 14. Platz.
Die Junior-World-Trophy-Wertung führte ebenfalls unverändert die Mannschaft Schwedens vor Frankreich und den USA an. Das deutsche Team belegte weiter den 11. Rang.
In der Women’s Trophy führte weiter das der Team der USA vor Australien und Schweden. Das deutsche Team belegte unverändert den 9. Platz.
Die Clubwertung führte unverändert das Team Italy vor Moto Club Puy En Velay und GTBN an. Nachdem Team Germany Club 2 einen Fahrerausfall hatte, war nun das Team Germany Club 5 beste deutsche Mannschaft und belegte den 33. Platz. Das Team Swiss Art verbesserte sich weiter auf den 35. Platz.
Bei den Frauen-Clubteams gab es keine Änderung der Platzierungen, es führte wie am Vortag Eric Cleveland Memorial vor Builth Wells MCC Ladies und Halton Off Road Riders AS.
Bei den Veteranen-Clubmannschaften gab es ebenfalls keine Änderung der vorderen Platzierungen. Es führte Lynn Valley Dirt Riders vor Gottbros Team 2 und Jesús Plaza Freyer.

### 4. Tag
Am vierten Tag wurde wieder die Etappe des Vortags gefahren. Das Wetter war überwiegend niederschlagsfrei.
Am Ende des vierten Fahrtags führte in der World-Trophy-Wertung weiter unverändert die Mannschaft Frankreichs vor den USA und Spanien. Das österreichische Team verlor einen Platz und belegte vorerst Rang 9., die deutsche Mannschaft verbesserte sich auf den 13. Platz.
In der Junior-World-Trophy-Wertung führte nach wie vor die Mannschaft Schwedens vor Frankreich und den USA. Die deutsche Mannschaft belegte nach wie vor den 11. Platz.
In der Women’s World Trophy führte ebenfalls unverändert das Team der USA vor Australien und Schweden. Im deutschen Team musste Laura Soller verletzungsbedingt (sie hatte sich in der ersten Sonderprüfung das Knie verdreht) aufgeben. Da die in der Wertung dahinter liegenden Teams aus Neuseeland und Europa bereits hohe Zeitrückstände durch Ausfälle hatten, lagen die deutschen Frauen unverändert auf dem 9. Platz.
Die Clubwertung führte nach wie vor Team Italy vor Moto Club Puy En Velay und GTBN an. Die beste deutsche Clubmannschaft Team Germany Club 5 lag weiter auf dem 33., das Team Swiss Art auf dem 35. Platz.
Bei den Frauen-Clubteams wie auch den Veteranen-Clubmannschaften gab es gegenüber dem Vortag keine Änderung der Platzierungen.

### 5. Tag
Die Strecke des fünften Fahrtags war Rundkurs zweimal zu fahrender Rundkurs und insgesamt rund 268 Kilometer lang. Es herrschte stellenweise dichter Nebel, so dass in der zweiten Runden nach Entscheidung der Rennleitung eine Sonderprüfung ohne Zeitwertung gefahren wurde.
Die Zwischenstände nach dem fünften Fahrtag: In der World Trophy-Wertung führte weiter die Mannschaft Frankreichs vor den USA und Spanien. Das österreichische Team behauptete weiter den 9. Platz, die deutsche Mannschaft profitierte von einem Fahrerausfall im kanadischen Team und verbesserte sich dadurch auf den 12. Platz.
In der Junior Trophy führte weiter die Mannschaft Schwedens vor Frankreich und den USA. Die deutsche Mannschaft behauptete den 11. Platz.
In der Women’s Trophy führte nach wie vor unverändert das Team der USA vor Australien und Schweden. Das deutsche Team lag unverändert auf dem 9. Platz.
Die Clubwertung führte Team Italy vor GTBN und Moto Club Puy En Velay. Das Team Swiss Art machte 5 Plätze gut und lag auf dem 30. Platz. Die beste deutsche Clubmannschaft, das Team Germany Club 5, folgte direkt dahinter auf dem 31. Platz.
Bei den reinen Frauen-Teams ergab sich keine Änderung der Platzierungen.
Bei den Veteranen-Clubmannschaften gab es einen Führungswechsel: Es führte nun Gottbros Team 2 vor dem spanischen MC.Sitges-Vinaros Veteran und den Lynn Valley Dirt Riders.

### 6. Tag
Das Abschlussrennen war ein Moto-Cross-Test der auf einer Strecke unmittelbar neben dem Messegelände von Silleda eingerichtet war. Die Rundenlänge betrug rund 1300 Meter. Die Frauen und Clubfahrer mussten sechs, die Junior- und World-Trophy-Fahrer mussten zehn Runden absolvieren.
Es herrschte ergiebiger Dauerregen, der den Streckenuntergrund (dessen Sprunghügel künstlich hergestellt waren) stark durchweichte und extrem herausfordernde Bedingungen für die Teilnehmer schuf. Zwar wurde zwischenzeitlich an den Hügeln nachgearbeitet, trotzdem entstanden mitunter hüfttiefe Spurrillen.

## Endergebnisse

### World Trophy
| Platz | Team                   | Zeit        |
| ----- | ---------------------- | ----------- |
| 1.    | Frankreich             | 14:05:34,97 |
| 2.    | Vereinigte Staaten     | 14:11:13,05 |
| 3.    | Spanien                | 14:19:47,30 |
| 4.    | Australien             | 14:35:28,43 |
| 5.    | Tschechien             | 14:46:13,90 |
| 6.    | Belgien                | 14:57:58,49 |
| 7.    | Österreich             | 15:11:05,15 |
| 8.    | Finnland               | 15:11:12,12 |
| 9.    | Portugal               | 15:14:16,97 |
| 10.   | Polen                  | 15:19:09,07 |
| 11.   | Chile                  | 15:19:44,75 |
| 12.   | Deutschland            | 15:37:42,60 |
| 13.   | Kanada                 | 20:26:34,20 |
| 14.   | Mexiko                 | 21:56:45,42 |
| 15.   | Schweden               | 22:32:41,30 |
| 16.   | Brasilien              | 27:14:02,64 |
| 17.   | Italien                | 28:40:02,67 |
| 18.   | Vereinigtes Königreich | 38:26:25,75 |

### Junior World Trophy
| Platz | Team                   | Zeit        |
| ----- | ---------------------- | ----------- |
| 1.    | Schweden               | 10:36:43,30 |
| 2.    | Frankreich             | 10:42:34,11 |
| 3.    | Vereinigte Staaten     | 10:51:11,85 |
| 4.    | Australien             | 10:54:46,36 |
| 5.    | Vereinigtes Königreich | 11:06:23,89 |
| 6.    | Spanien                | 11:19:40,93 |
| 7.    | Portugal               | 11:47:03,69 |
| 8.    | Kanada                 | 11:52:41,90 |
| 9.    | Team Latin America (a) | 12:04:40,19 |
| 10.   | Belgien                | 21:44:11,87 |
| 11.   | Deutschland            | 23:50:43,74 |
| 12.   | Italien                | 25:08:40,60 |
| 13.   | Chile                  | 25:23:49,34 |

### Women's World Trophy
| Platz | Team                   | Zeit        |
| ----- | ---------------------- | ----------- |
| 1.    | Vereinigte Staaten     | 11:34:20,80 |
| 2.    | Australien             | 11:40:41,98 |
| 3.    | Schweden               | 12:04:38,75 |
| 4.    | Frankreich             | 12:17:01,42 |
| 5.    | Italien                | 13:20:40,80 |
| 6.    | Vereinigtes Königreich | 13:44:29,71 |
| 7.    | Kanada                 | 13:45:13,91 |
| 8.    | Spanien                | 18:11:26,09 |
| 9.    | Deutschland            | 22:02:58,47 |
| 10.   | Neuseeland             | 23:54:26,73 |
| 11.   | Team Europe (b)        | 28:08:39,30 |

### Club Team Award
| Platz                      | Team                        | Zeit        |
| -------------------------- | --------------------------- | ----------- |
| 1.                         | TEAM ITALY                  | 10:16:14,39 |
| 2.                         | GTBN                        | 10:34:24,51 |
| 3.                         | MOTO CLUB PUY EN VELAY      | 10:34:31,70 |
| 4.                         | XC GEAR                     | 10:37:00,92 |
| 5.                         | RFME CLUB TEAM              | 10:42:38,77 |
| 6.                         | TEAM WALES SENIORS          | 10:48:44,23 |
| 7.                         | MOTOSPORT BOZKOV            | 10:48:44,48 |
| 8.                         | US SPRINT ENDURO            | 10:51:50,55 |
| 9.                         | ELIZABETH SCOTT COMMUNIT2Y  | 10:58:44,59 |
| 10.                        | KTM ALL STAR TEAM           | 11:03:53,10 |
| 000{\displaystyle \vdots } |                             |             |
| 29.                        | RED MOTO ENDURO TEAM SUISSE | 12:36:58,08 |
| 30.                        | TEAM SWISS ART              | 12:37:54,48 |
| 31.                        | Team Germany Club 5         | 12:42:14,18 |
| 000{\displaystyle \vdots } |                             |             |
| 33.                        | Team Germany Club 4         | 12:46:16,24 |
| 000{\displaystyle \vdots } |                             |             |
| 58.                        | Team Germany Club 2         | 14:33:20,02 |
| 000{\displaystyle \vdots } |                             |             |
| 80.                        | SWISS SENIOR TEAM           | 18:17:40,39 |
| 000{\displaystyle \vdots } |                             |             |
| 103.                       | Team Germany Club 1         | 24:13:08,63 |
| 000{\displaystyle \vdots } |                             |             |
| 118.                       | TEAM BLATTLER BAGGER        | 31:35:15,53 |
| 119.                       | Team Germany Club 3         | 33:59:01,34 |

### Manufacturer's Team Award
| Platz | Team                        | Zeit        |
| ----- | --------------------------- | ----------- |
| 1.    | RED BULL KTM FACTORY RACING | 10:28:15,41 |
| 2.    | HONDA RACING REDMOTO        | 10:37:58,58 |
| 3.    | FMF KTM FACTORY RACING      | 10:43:49,34 |
| 4.    | HONDA RACING                | 10:53:42,29 |
| 5.    | KTM 3                       | 10:54:14,44 |
| 6.    | HUSQVARNA                   | 10:57:01,05 |
| 7.    | TEAM RIEJU                  | 11:47:28,81 |
| 8.    | TM MOTO                     | 20:26:10,11 |
| 9.    | GASGAS                      | 25:11:45,41 |

### Women's Club Team Award
| Platz | Team                      | Zeit       |
| ----- | ------------------------- | ---------- |
| 1.    | ERIC CLEVELAND MEMORIAL   | 2:27:22,13 |
| 2.    | BUILTH WELLS MCC LADIES   | 2:41:39,14 |
| 3.    | HALTON OFF ROAD RIDERS AS | 2:50:27,37 |

### Veteran Club Team Award
| Platz | Team                      | Zeit       |
| ----- | ------------------------- | ---------- |
| 1.    | LYNN VALLEY DIRT RIDERS   | 2:29:37,86 |
| 2.    | GOTTBROS TEAM 2           | 2:33:32,97 |
| 3.    | LOS SURENOS               | 2:56:05,08 |
| 4.    | JESÚS PLAZA FREYER        | 2:56:47,36 |
| 5.    | MC.SITGES-VINAROS VETERAN | 2:57:49,72 |
| 6.    | TEAM GERMANY VETERAN      | 4:52:08,92 |
| 7.    | TEAM CALET - MC.SITGES    | 5:17:06,12 |

### Einzelwertung
| Klasse | Klassensieger (Motorrad)       | Zeit       |
| ------ | ------------------------------ | ---------- |
| E1 (b) | Josep García (KTM 250 4T)      | 3:23:25,34 |
| E2 (c) | Steve Holcombe (Honda 300 4T)  | 3:25:42,78 |
| E3 (d) | Kevin Cristino (Fantic 300 2T) | 3:29:27,04 |
| EW (e) | Brandy Richards (KTM 250 4T)   | 3:43:32,46 |
| C1 (b) | Lorenzo Macoritto (TM 250 2T)  | 3:43:32,46 |
| C2 (c) | Enzo Marchal (Fantic 310 4T)   | 3:24:35,59 |
| C3 (d) | Matyáš Chlum (Sherco 300 2T)   | 3:31:42,42 |

## Teilnehmer
| Staat                  | World Trophy Team | Junior World Trophy Team                                                                         | Women's World Trophy Team                                                                         | Club-Teams |
| ---------------------- | --- | ------------------------------------------------------------------------------------------------ | ------------------------------------------------------------------------------------------------- | --- |
| Argentinien            | |                                                                                                  |                                                                                                   | CHILE 2 (1 Fahrer) (m) SAN JUAN RACING TEAM SICER |
| Australien             | Kyron Bacon (Yamaha 250 4T) Jonte Reynders (Sherco 300 4T) Cooper Sheidow (Yamaha 250 4T) Joshua Strang (Beta 300 2T)                  | William Dennett (Yamaha 450 4T) Korey McMahon (GasGas 450 4T) Angus Riordan (KTM 250 4T)         | Jessica Gardiner (Yamaha 250 4T) Tayla Jones (Husqvarna 250 4T) Danielle McDonald (Yamaha 250 4T) | KTM ALL STAR TEAM (1 Fahrer) (n) OYSTER BAY AUST 1 OYSTER BAY AUST 2 |
| Belgien                | Antoine Magain (Sherco 300 2T) Tim Louis (Sherco 250 2T) Dietger Damiaens (KTM 350 4T) Florian Tichoux (TM 300 4T)                     | Luca Nijs (GasGas 350 4T) Nathan Verheyen (KTM 250 2T) Brieuc Fraselle (GasGas 125 2T)           |                                                                                                   | BELGIAN CLUB TEAM 1 BELGIAN CLUB TEAM 2 BELGIAN CLUB TEAM 3 |
| Brasilien              | Antonio de Olivera Neto (Husqvarna 350 4T) Bruno Crivilin (Honda 250 4T) Vinicius Calafato (Honda 250 4T) Patrik Capila (KTM 350 4T)   |                                                                                                  |                                                                                                   | CTA Latam (1 Fahrer) (k) |
| Chile                  | Benjamin Herrera (KTM 500 4T) Agustin Spagui (Beta 350 4T) Joaquim Borgono (Beta 300 4T) Bruno Bozzo (Rieju 300 2T)                    | Camilo Herrera (Beta 300 2T) Jose Ramdohr (Beta 250 2T) Jeremias Schiele (Husqvarna 350 4T)      |                                                                                                   | Chile 1 CHILE 2 (2 Fahrer) (m) Veteran-Club-Teams: LOS SURENOS |
| Deutschland            | Lane Heims (GasGas 249 2T) Phillip Müller (Beta 349 4T) Yanik Spachmüller (GasGas 249 4T) Milan Schmüser (Sherco 300 4T)               | Felix Melnikoff (KTM 249 2T) Fynn Hannemann (Beta 249 2T) Leonard Koch (Husqvarna 449 4T)        | Laura Soller (Husqvarna 349 4T) Samantha Buhmann (Beta 193 2T) Celine Heistermann (Beta 200 2T)   | KTM ALL STAR TEAM (1 Fahrer) (n) MC FAST TEAM (1 Fahrer) (o) Team Germany Club 1 Team Germany Club 2 Team Germany Club 3 Team Germany Club 4 Team Germany Club 5 Veteran-Club-Teams: Team Germany Veteran |
| Estland                | |                                                                                                  |                                                                                                   | AMK KALEV ESTONIA (2 Fahrer) (j) |
| Finnland               | Samuli Puhakainen (Beta 350 4T) Eetu Puhakainen (TM 300 4T) Hermanni Haljala (Beta 250 2T) Albert Juhola (KTM 250 4T)                  |                                                                                                  |                                                                                                   | AMK KALEV ESTONIA (1 Fahrer) (j) DYNASET HYDRAULICS FINLAND JYVÄSKYLÄ ENDURO TEAM KIMBOTITTUSNIKKO MYBETA RACING TEAM MYBETA SENIOR RACING TEAM SALON MOOTTORIKERHO RY TEAM SP XRACING FINLAND |
| Frankreich             | Theophile Espinasse (Beta 250 2T) Hugo Blanjoue (Honda 250 4T) Léo Le Quéré (TM 300 2T) Julien Roussaly (Sherco 300 2T)                | Antoine Alix (Beta 300 2T) Thibault Giraudon (Sherco 250 2T) Leo Joyon (Beta 250 2T)             | Mauricette Brisebard (Husqvarna 250 4T) Elodie Chaplot (Beta 250 2T) Justine Martel (Beta 250 2T) | KTM ALL STAR TEAM (1 Fahrer) (n) LOZERE ENDURO TEAM 1 LOZERE ENDURO TEAM 2 LOZERE ENDURO TEAM 3 MOTO CLUB PUY EN VELAY POWER ZONE EVERBLUE TEAM CANTAL TEAM CANTAL 2 |
| Griechenland           | |                                                                                                  |                                                                                                   | HELLAS AMOTOE ENDURO EDIL |
| Irland                 | |                                                                                                  |                                                                                                   | CLONMEL OFFROAD IRELAND |
| Italien                | Andrea Verona (GasGas 350 4T) Morgan Lesiardo (Husqvarna 300 4T) Matteo Cavallo (TM 300 2T) Samuele Bernardini (Honda 300 4T)          | Manuel Verzeroli (KTM 250 4T) Manolo Morettini (Honda 250 4T) Kevin Cristino (Fantic 300 2T)     | Francesca Nocera (Honda 250 4T) Sara Traini (Rieju 300 2T) Asia Volpi (Beta 125 2T)               | ALTA VALLE RENO AZZOLA GROUP (2 Fahrer) (q) BBM RACING MC FAST TEAM (1 Fahrer) (o) MOTO CLUB ALASSIO MOTO CLUB TRIESTE MOTOCLUB CAEREVETUS ASD MOTOCLUB FARINI ‘21 TEAM ITALY VAL SAN MARTINO A VAL SAN MARTINO B XAUSA SPED (1 Fahrer) (p) |
| Kanada                 | Philippe Chaine (KTM 350 4T) Alexandre Gougeon (Husqvarna 250 4T) Tyler Medaglia (KTM 450 4T) Ryder Heacock (Beta 300 2T)              | Gavin Shackelly (Husqvarna 350 4T) Owen McKill (GasGas 450 4T) Boston Montgomery (Yamaha 450 4T) | Courtney Schmale (KTM 250 2T) Emma Sharpless (KTM 250 4T) Shelby Turner (GasGas 350 4T)           | PACIFIC NORTH WEST MOTORCYCLING Women's-Club-Teams: HALTON OFF ROAD RIDERS AS Veteran-Club-Teams: LYNN VALLEY DIRT RIDERS |
| Mexiko                 | Gabriel Guardado (GasGas 350 4T) Jose Luis Perez (KTM 450 4T) Arturo Rodriguez (KTM 350 4T) Oscar Alba (Fantic 450 4T)                 |                                                                                                  |                                                                                                   | CTA Latam (1 Fahrer) (k) GUADALAJARA MEXICO 1 MEXICO 2 MEXICO 3 MEXICO 4 MEXICO 5 MONTERREY |
| Neuseeland             | |                                                                                                  | Rachael Archer (Kawasaki 250 4T) Taylar Rampton (Husqvarna 250 4T) Kylie Dorr (Beta 200 2T)       | |
| Niederlande            | |                                                                                                  |                                                                                                   | BROMMERS KIEK'N BURN OUT DUTCH ENDURO SQUAD LOS TREPADORES ENDURO NL MCNH MXH RACING TEAM NOPPENNIEUWS RJC-RACING ROKÉ MOTORS SRP SUSPENSION NEDERLAND TEAM BERGVAST TTS TECHNOLOGIES TEAM NL |
| Österreich             | Bernhard Schopf (KTM 300 2T) Walter Mayer-Feichtinger (KTM 450 4T) Alexander Pölzleithner (KTM 250 4T) Lukas Neurauter (GasGas 350 4T) |                                                                                                  |                                                                                                   | XAUSA SPED (2 Fahrer) (p) |
| Polen                  | Gabriel Chetnicki (GasGas 500 4T) Dawid Babicz (KTM 250 4T) Aleksander Bracik (Kawasaki 250 4T) Kacper Baklarz (Yamaha 250 4T)         |                                                                                                  |                                                                                                   | AZZOLA GROUP (1 Fahrer) (q) GOTTBROS TEAM (1 Fahrer) (s) REGA MX TEAM |
| Portugal               | Renato Silva (Beta 350 4T) Luis Oliveira (Yamaha 450 4T) Bruno Charrua (GasGas 350 4T) Goncalo Reis (GasGas 350 4T)                    | Ruben Ferreira (Beta 250 2T) Frederico Rocha (Rieju 250 2T) Francisco Leite (Sherco 125 2T)      |                                                                                                   | MOTO CLUBE DO MARCO MOTORSPORT SANTO ANDRE (2 Fahrer) (r) |
| Rumänien               | |                                                                                                  |                                                                                                   | HODLERS TEAM (1 Fahrer) (l) |
| Slowakei               | |                                                                                                  |                                                                                                   | GOTTBROS TEAM (2 Fahrer) (s) Veteran-Club-Teams: GOTTBROS TEAM 2 |
| Schweden               | Nisse Bengtsson (Yamaha 450 4T) Arvid Modin (Yamaha 250 4T) Gustav Mahler (Husqvarna 350 4T) Kalle Ahlin (KTM 250 4T)                  | Max Ahlin (KTM 350 4T) Albin Norrbin (Fantic 300 2T) Axel Semb (Fantic 250 4T)                   | Hedwig Malm (KTM 350 4T) Linnéa Åkesson (Beta 250 2T) Emelie Karlsson (GasGas 450 4T)             | TEAM ÖSTRA ENDURO TEAM JE6 |
| Schweiz                | |                                                                                                  |                                                                                                   | RED MOTO ENDURO TEAM SUISSE SWISS SENIOR TEAM TEAM BLÄTTLER BAGGER TEAM SWISS ART |
| Spanien                | Sergio Navarro (Husqvarna 350 4T) Josep García (KTM 250 4T) Jaume Betriu (KTM 300 2T) Julio Pando (Beta 350 4T)                        | Albert Fontova (GasGas 350 4T) Yago Dominguez (Sherco 250 2T) Alex Puey (Beta 250 2T)            | Mireia Badia (Rieju 300 2T) Maria San Miguel (Rieju 300 2T) Anitua Esteban (Beta 350 4T)          | AC BALDRICH / 7 RENCS AZALEA ENROSCA LEE CASTILLA ENDURO COSTA COUSINS ELÍAS SPORT TEAM EQUIPO TX SPAIN ESCOTEAM GALICIA GALICIA 2 GROUP SPAIN COLLEAGUES KTM NAMURA KTM NAMURA II JCP TEAM 3 MACHACAS ORENSE MAXI TEAM ESPAÑA MOTO CLUB IGUALADA 1 MHZ IBERIA MOTOCLUB A PEROXA 1-1 MOTOCLUB A PEROXA 1-2 REVENTAITOS RFME CLUB TEAM RNV RACING TEAM TEAM GAVARRES - MC.SITGES TEAM MONFORTE RALLY TRTMOTORCYCLE & FRIENDS Veteran-Club-Teams: JESÚS PLAZA FREYER MC.SITGES-VINAROS VETERAN TEAM CALET - MC.SITGES |
| Tschechien             | Jaroslav Kalný (Sherco 300 2T) Kryštof Kouble (Husqvarna 450 4T) Matěj Škuta (Beta 350 4T) Jaromir Romancik (Husqvarna 450 4T)         |                                                                                                  |                                                                                                   | ENDURO KLUB SEMILY MOTOSPORT BOZKOV MOTOSPORT BOZKOV 2 / AK KR |
| Ungarn                 | |                                                                                                  |                                                                                                   | HODLERS TEAM (2 Fahrer) (l) |
| Venezuela              | |                                                                                                  |                                                                                                   | CTA Latam (1 Fahrer) (k) |
| Vereinigtes Königreich | Steve Holcombe (Honda 300 4T) Harry Edmondson (KTM 350 4T) Jack Edmondson (Beta 300 2T) Josh Gotts (TM 300 4T)                         | Sam Davies (KTM 250 4T) Max Ingham (Triumph 250 4T) Sam Hughes (Husqvarna 350 4T)                | Elizabeth Tett (GasGas 250 4T) Nieve Holmes (Sherco 250 2T) Emily Hall (Beta 200 2T)              | Army Enduro Team DYFED DIRT BIKE CLUB TEAM 1 DYFED DIRT BIKE CLUB TEAM 2 HIGHLAND ENDURO CLUB MC FAST TEAM (1 Fahrer) (o) MOTORSPORT SANTO ANDRE (1 Fahrer) (r) NORTH RIDING ENDURO CLUB RHAYADER MC 1 RHAYADER MC 2 SETRA - SOUTHERN ENGLAND TRAIL SOUTHERN MCC ISLE OF MAN TEAM BRAINTREE & DMCC TEAM WALES JUNIORS TEAM WALES SENIORS WITLEY WARRIORS Women's-Club-Teams: BUILTH WELLS MCC LADIES |
| Vereinigte Staaten     | Jonathan Girroir (KTM 350 4T) Cody Barnes (Honda 250 4T) Dante Oliveira (KTM 350 4T) Joshua Toth (GasGas 350 4T)                       | Mateo Oliveira (KTM 350 4T) Grant Davis (KTM 250 4T) Jason Tino (Husqvarna 250 4T)               | Brandy Richards (KTM 250 4T) Rachel Gutish (Sherco 300 4T) Ava Silvestri (GasGas 250 4T)          | ELIZABETH SCOTT COMMUNITY GTBN HOUGH LEGACY RACING MISSOURI MUDDERS US SPRINT ENDURO XC GEAR Women's-Club-Teams: ERIC CLEVELAND MEMORIAL |
| Team Europe (x)        | |                                                                                                  | Zuzana Unger (Husqvarna 350 4T) Jana Korenkova (KTM 250 4T) Gabriela Cipkova (Husqvarna 250 4T)   | |
| Team Latin Amercia (y) | | Adolfo Scaglioni (KTM 250 4T) Joao Pedro Goncalvez (Sherco 300 2T) Johan Barreto (KTM 300 2T)    |                                                                                                   | |